# حركة "سيدات في ثياب بيضاء"

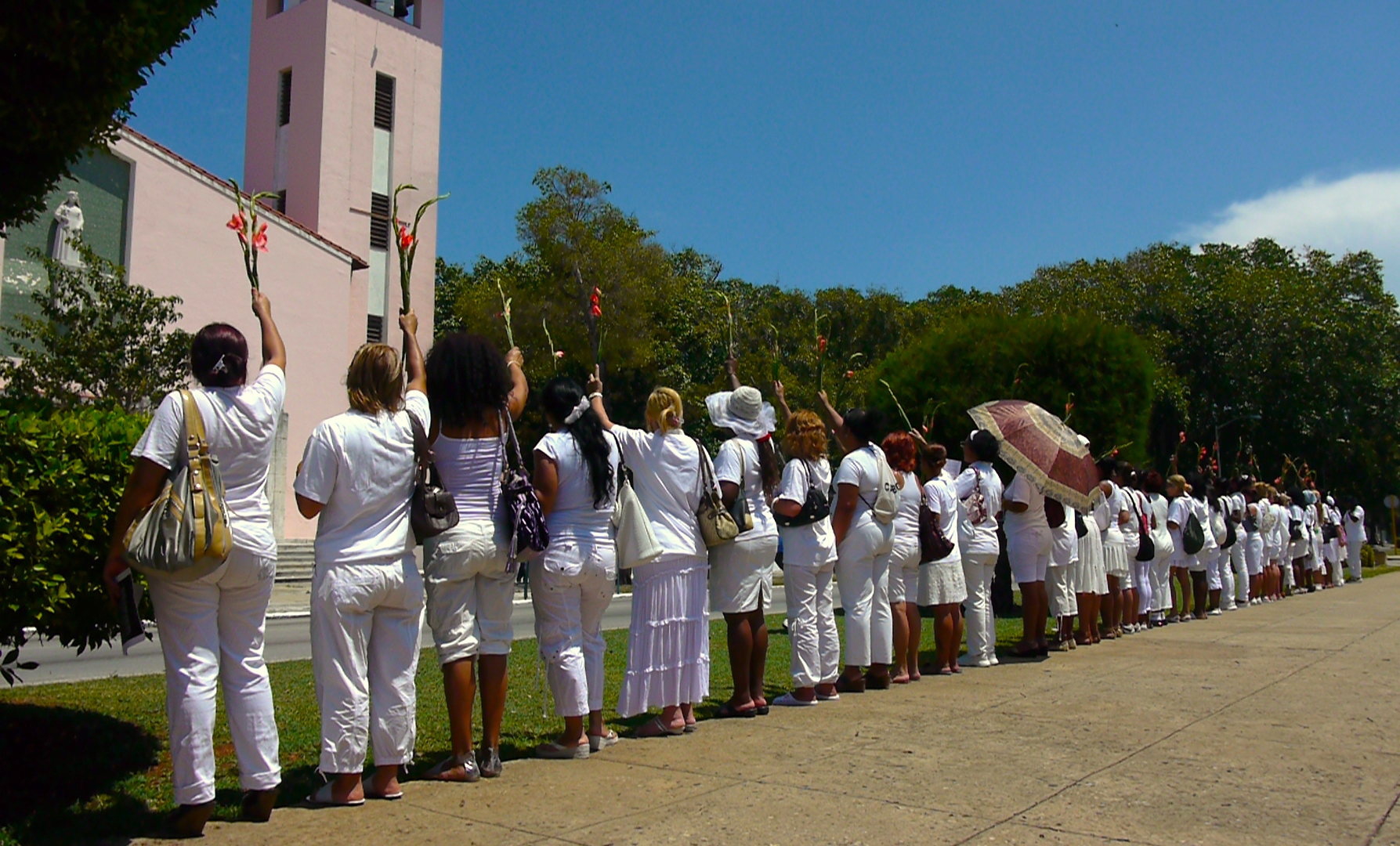
مظاهرة لـسيدات في ثياب بيضاء في هافانا (نيسان 2012)

«سيدات في ثياب بيضاء» (بالإسبانية: Damas de Blanco)‏ هي حركة معارضة في كوبا، تكونت من زوجات وقريبات المساجين المنشقين عن النظام. تجتمع النساء للاحتجاج على سجن أقاربهن أثناء حضورهن القداس الإلهي كل يوم أحد مرتديات ملابس بيضاء اللون ومن ثم يسرن في مسيرة صامتة مشياً على الأقدام في الشوارع. اختير اللون الأبيض لأنه رمز السلام.
تلقت حركة جائزة سخاروف لحرية الفكر في عام 2005.
1. ↑  وصلة مرجع: https://oslofreedomforum.com/speakers/ladies-in-white.